# Mihovil Španja
Mihovil Španja (Dubrovnik, 20. travnja 1984.) hrvatski je plivač. Višestruki je nositelj zlatnih, srebrenih i brončanih odličja s brojnih natjecanja te vlasnik nekoliko svjetskih i europskih rekorda. Natječe se u kategorijama osoba s tjelesnim nedostatkom i najtrofejniji je hrvatski športaš uopće.

## Početak karijere
Mihovil Španja obolio je od dječje paralize (Polyomyelitis) sa 6 mjeseci, nakon cijepljenja kojem je podvrgnut dok je imao upalu grla (što je kontraindikacija za cijepljenje). Sedamnaest dana nakon cijepljenja, tijelo mu se potpuno oduzelo. S plivanjem je počeo zbog bolesti, sa svega jednu i pol godinu starosti. S napunjenih 6 godina upisuje školu plivanja u plivačkom klubu Jug iz Dubrovnika. Unatoč tjelesnom nedostatku, Mihovil je pokazao zavidnu vještinu plivanja pa je od 12. do 14. godine života trenirao vaterpolo u vaterpolskom klubu Jug, da bi se 1998. aktivno uključio u plivanje i postao natjecatelj paraolimpijac i član hrvatske plivačke reprezentacije. Od tada se gotovo s nijednog plivačkog natjecanja nije vratio bez medalje. 2010. je kao igrač Penatura osvojio dubrovačko kupališno amatersko vaterpolsko natjecanje Divlju ligu.

## Medalje i sportski uspjesi
Mihovil Španja osvajač je više od stotinu medalja s raznih svjetskih plivačkih natjecanja za osobe s invaliditetom a više od polovice su zlatne. Najzapaženije rezultate je postigao na Paraolimpijskim igrama u Ateni 2004. godine, gdje je osvojio tri brončane medalje u disciplinama 100 m leđno, 200 m mješovito i 400 m slobodno.
Na Svjetskom prvenstvu za osobe s invaliditetom 2002. godine u Mar del Plati u Argentini, osvojio je srebrenu i brončanu medalju u disciplinama 100 m leđno i 400 m mješovito. Vrlo uspješan je bio i na Europskom prvenstvu u plivanju 2001. godine u njemačkom Braunschweigu gdje je u disciplini 400 m mješovito osvojio zlatnu medalju, a 1999. je u istoj disciplini na Europskom prvenstvu u Stockholmu (Švedska) osvojio brončanu medalju. 
Na Europskom prvenstvu u Reykjaviku na Islandu 2009. godine, Mihovil Španja se okitio s čak četiri medalje, što je njegov najveći uspjeh na jednom natjecanju. U disciplinama 100 m prsno i 200 m mješovito osvojio je zlatne medalje, a u disciplinama 400 m slobodno i 100 m leđno osvajač je srebrnih medalja.
Na svjetskom prvenstvu u malim 25-metarskim bazenima u brazilskom gradu Rio de Janeiro Mihovil Španja je 30. studenog 2009. godine u disciplini 100 m leđno osvojio zlatnu medalju. U istoj je disciplini dva puta rušio svjetski rekord, prvi puta u kvalifikacijama kad je tu dionicu isplivao za 1:12.17 što je 2 sekunde i 30 stotinki brže od starog rekorda te u finalu s vremenom 1:11.14 čime je svoj svjetski rekord popravio za sekundu i 3 stotinke. Na istom svjetskom prvenstvu 1. prosinca 2009. godine Mihovil se okitio novom zlatnom medaljom u disciplini 200 m mješovitim stilom te s vremenom 2:34.31 postao vlasnik svjetskog rekorda i u ovoj disciplini. Nakon dvije zlatne medalje Mihovil Španja je 2. prosinca 2009. u Rio de Janeiru osvojio i srebrnu medalju u disciplini 100 m mješovito te s rezultatom 1:13.40 oborio novi europski rekord. U kvalifikacijskoj utri na 100 m prsno 3. prosinca 2009. Španja je s vremenom 1:26.77 postavio novi svjetski rekord i najavio novu medalju na svjetskom prvenstvu u plivanju za plivače s tjelesnim nedostatkom u Rio de Janeiru te je istog dana u finalnoj utrci na 100 m prsno osvojio srebrnu medalju.
Svjetski je rekorder u disciplini 50 m prsno. Mihovil Španja je 20. travnja 2008. na 3. međunarodnom plivačkom mitingu Zlatni Orlando u Dubrovniku tu dionicu isplivao za 38.71 sekundi, što je za 13 stotinki brže od dotadašnjeg svjetskog rekorda. Isti rekord je rušio još dva puta na Svjetskom kupu održanom krajem svibnja 2008. godine u Berlinu. 
Na paraolimpijadi u pekingu nastupio je u 3 finala u disciplinama 200 mješovito, 100 prsno te 100 leđno.
2009. godine na svjetskom kupu u Berlinu ponovo ponavlja isti uspjeh od godine prije i dva puta ruši svjetski rekord na 50 prsno.
Na svjetskom plivačkom kupu za osobe s tjelesnim oštećenjem održanom u lipnju 2010. godine Berlinu, Mihovil je 19. lipnja vremenom 38.68 još jednom oborio novi svjetski rekord u disciplini 50 m prsno. Na istom je natjecanju također 19. lipnja, vremenom 2:38.34 oborio i novi europski rekord u disciplini 200 m mješovito.
Na svjetskom plivačkom prvenstvu za osobe s invaliditetom u 50-metarskim bazenima koje se održava u nizozemskom Eindhovenu, Mihovil Španja je 15. kolovoza 2010. u disciplini 400 m slobodno osvojio svoju prvu zlatnu medalju u velikim bazenima postavivši novi svjetski rekord u vremenu 4:47.39. Dan poslije 16. kolovoza Mihovil je osvojio i drugu zlatnu medalju u disciplini 100 m prsno opet s novim svjetskim rekordom u vremenu 1:25.11. Dana 18. kolovoza na istom svjetskom prvenstvu za osobe s invaliditetom u Eindhovenu, Mihovil Španja osvojio je srebrnu medalju u disciplini 100 m leđno, a 19. kolovoza srebrnu medalju u disciplini 200 m mješovito uz novi europski rekord u vremenu 2:37.32.
Na 25. Svjetskom plivačkom kupu za plivače s invaliditetom održanom u Berlinu od 28. travnja do 1. svibnja 2011. godine, Mihovil Španja je osvojio 4 zlatne i 2 srebrne medalje. Zlatne medalje je osvojio u disciplinama 50 m prsno, 50 m prsno za pobjednike svih kategorija invaliditeta, 200 m mješovito i 100 m leđno, a srebrne u disciplinama 200 m prsno i 400 m slobodno. Uz to je dva puta obarao svjetski rekord u disciplini 50 m prsno i to vremenima 38.49 i 38.30.
Na Europskom prvenstvu održanom od 3. srpnja do 9. srpnja 2011. u Berlinu Mihovil Španja je u pet disciplina u kojima je nastupio na EP-u osvojio isto toliko medalja, i to zlato (200 m mješovito), tri srebra (400 m slobodno, 100 m leđno i 50 m leptir) te broncu (100 m prsno).
Osvojio je brončanu medalju na Paraolimpijskim igrama u Londonu, na 100 leđno isplivavši vrijeme 1:12.53 što je njegov osobni rekord.

## Odlikovanja, nagrade i priznanja
- Najboljim sportašem s invaliditetom u Hrvatskoj od strane Hrvatskog športskog saveza invalida proglašen je pet puta (2000., 2001., 2002., 2004. i 2005. godine).[22]
- Dva je puta Mihovil Španja u izboru Hrvatskog olimpijskog odbora bio izabran za hrvatskog sportaša godine u kategoriji sportaša s invaliditetom. Prvi put je proglašen najboljim 2002. godine,[23] a drugi put 2004. godine.[24]
- Dobitnik je državne nagrade za šport "Franjo Bučar" 2004. godine.[25]
- Odlikovan je Redom Danice hrvatske s likom Franje Bučara od predsjednika Republike Stjepana Mesića.[26]
- 2004. godine Mihovil Španja je dobio nagradu i Plaketu Dubrovačko-neretvanske županije za doprinos ugledu i promociji svoje županije u zemlji i svijetu,[27] a 2005. je dobio Nagradu grada Dubrovnika za izuzetne uspjehe na Paraolimpijskim igrama u Ateni.
- Predsjednik Republike Hrvatske Stjepan Mesić 28. siječnja 2010. godine za brojne uspjehe u 2009. godini odlikovao je Mihovila Španju Redom hrvatskog pletera.[28]

## Vanjske poveznice
- Svi Mihovi uspjesi i priznanja  Arhivirana inačica izvorne stranice od 10. lipnja 2007. (Wayback Machine)
- Službene stranice Grada Dubrovnika
- Najuspješniji dubrovački sportaši 2004. godine